# Pieter van der Heyden

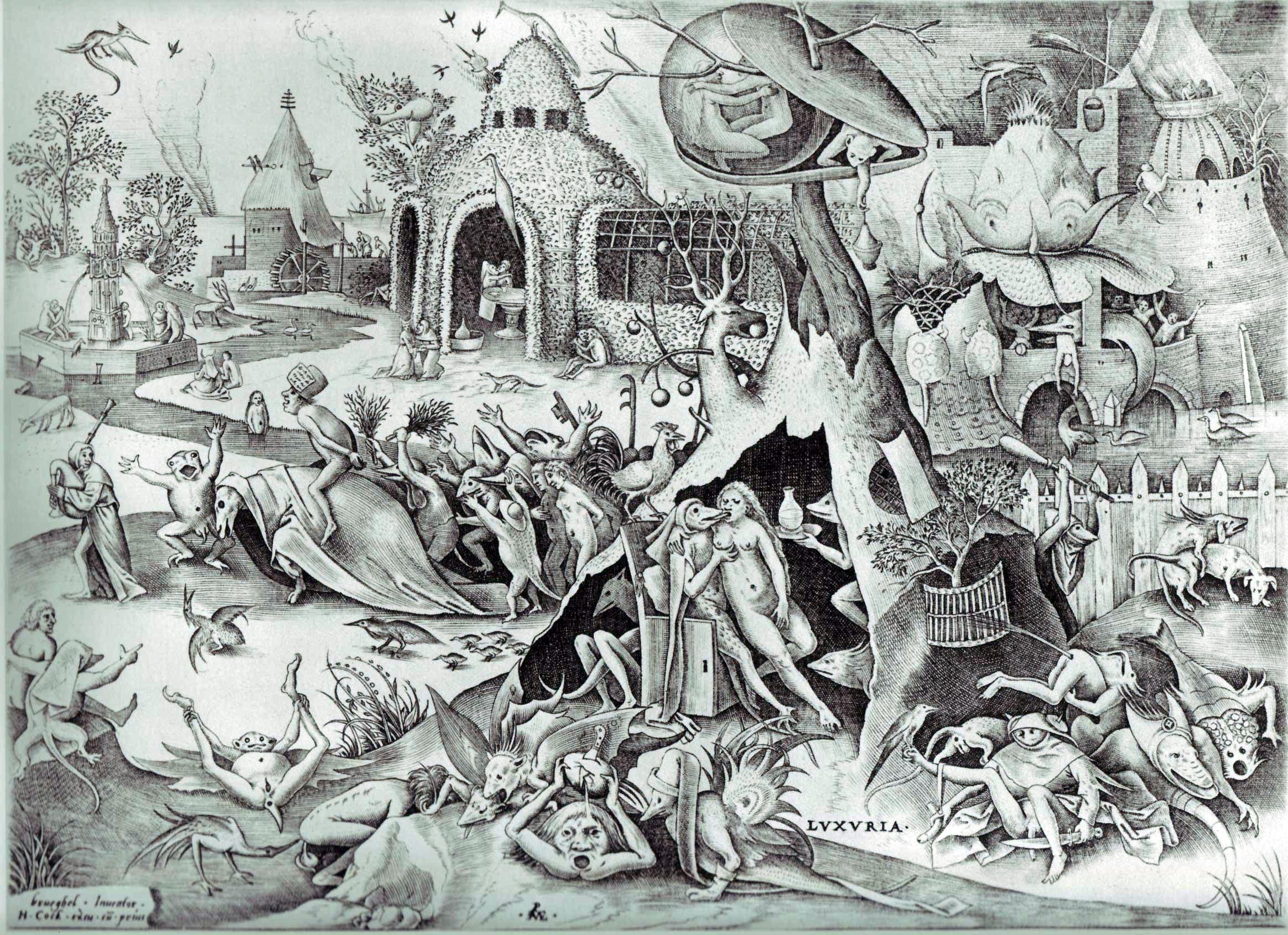
Luxuria - naar Pieter Bruegel de Oude - circa 1560 - gravure

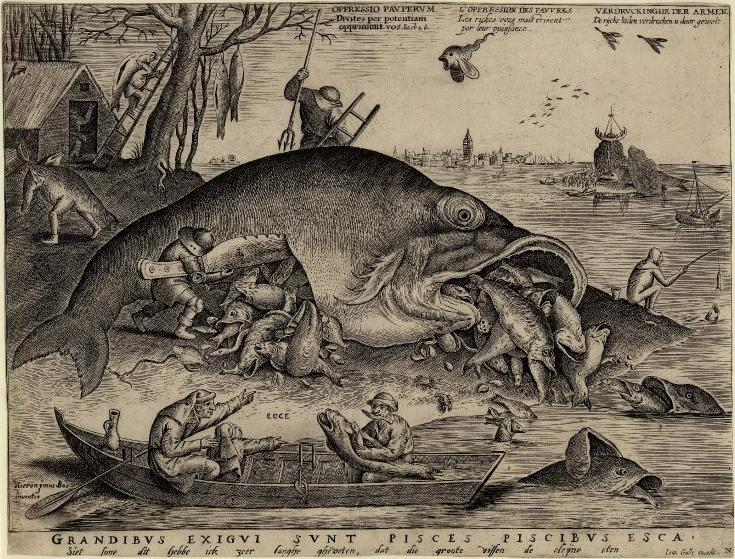
De grote vissen eten kleine - naar Pieter Bruegel de Oude

Pieter van der Heyden, ook Pieter Verheyden, Petrus Ameringius en Petrus Mercinus genoemd (Antwerpen (?), ca. 1530 – Berchem (?), na maart 1572), was een Zuid-Nederlands prentkunstenaar.
Hij was vanaf 1551 werkzaam in Antwerpen. Hier werkte hij in opdracht van de grootste uitgever van die stad, Hieronymus Cock. Hij maakte gravures naar bekende schilders als Jheronimus Bosch, Pieter Bruegel de Oude en Hans Bol. Daarnaast maakte hij portretten, religieuze en mythologische voorstellingen en ornamentprenten. Hij merkte zijn prenten vaak PME, de initialen van zijn gelatiniseerde naam, Petrus Mercinus. Van der Heyden maakte een aantal prenten voor de Antwerpse polyglotbijbel, waaronder het frontispice. Hij werd voor het laatst genoemd in maart 1572.

## Werk
- De grote vissen eten de kleine - 1557
- De blauwe schuit - 1559
- De blinden - circa 1561
- Vastenavond - 1567
- Pretmakers in een mossel op zee - 1562
- De bruiloft van Mopsus en Nisa - 1570

- Biblioteca Nacional de España: XX1106441
- Bibliothèque nationale de France: cb14966612m (data)
- Biografisch Portaal: 29628041
- Gemeinsame Normdatei: 129174327
- KulturNav: 661c1df6-ec84-4ccb-885a-72a21e6152c6
- Library of Congress Control Number: no2010041362
- National Gallery of Victoria: 3955
- Nationale Bibliotheek van Israël: 987007513424405171
- Nederlandse Thesaurus van Auteursnamen: 097586668
- RKD-Nederlands Instituut voor Kunstgeschiedenis: 38237
- Istituto Centrale per il Catalogo Unico: CFIV189525
- Union List of Artist Names: 500029457
- Virtual International Authority File: 317274999